# Стрешин
Стре́шин (бел. Стрэшын) — городской посёлок в Жлобинском районе Гомельской области Беларуси. Административный центр Стрешинского сельсовета.
Численность населения — 886 человек (на 1 января 2025 года).
Поблизости есть залежи железняка, глины и песка.

## География
В 21 км на юг от районного центра и железнодорожной станции Жлобин (на линии Бобруйск — Гомель), 105 км от Гомеля.

## Водная система
На реке Днепр и его притоке реке Стрешинка. На западе сеть мелиоративных каналов.

## Транспортная система
Автодорога связывает городской посёлок с Жлобином. Пристань на правом берегу реки Днепр. Планировка состоит из криволинейной улицы, близкой к меридиональной ориентации, вдоль реки Днепр, параллельно которой на юге проходит короткая прямолинейная улица, в центре — три короткие широтные улицы, На юге обособленная застройка — две короткие прямолинейные меридиональные улицы. Застройка кирпичная и деревянная, в большинстве случаев усадебного типа. После катастрофы на Чернобыльской АЭС в городском посёлке в построенных в 1990-1992 годах 115 кирпичных домах разместились переселенцы из загрязнённых радиацией мест Кормянского района.

## Геральдика
Герб и флаг утверждены решением Жлобинского районного Совета депутатов от 27 декабря 2000 года № 8-6. Зарегистрированы в Гербовом матрикуле 30 августа 2001 года № 67.

## История
Обнаруженное археологами городище (на юго-восточной окраине, на мысе правого берега реки Днепр) свидетельствует о заселении этих мест с давних времён. Археологические исследования свидетельствуют и о существовании здесь в XII веке деревянного замка, окружённого валами и рвом. Принадлежал Полоцкому, а в середине XII века Черниговскому княжеству. Вокруг замка — неукреплённое поселение.
В 1391 году Стрешинская волость приобретена Виленской капитулой католического епископства. В 1399 году упоминается в дарственной грамоте Великого князя Литовского Витовта, которой за виленскими канониками закреплялась земля между Стрешином и Рогачёвом. Внесён в «Список русских городов дальних и близких» 1406 года. В числе других городов отражён в акте вступления в 1430 году Свидригайло на литовский престол как его владение. Упоминается в грамоте короля польского Казимира IV от 5 мая 1480 года о разрешении купцу Терентьевичу на беспошлинную торговлю в городах ВКЛ. В 1503 году упомянут в документах о спорных землях между ВКЛ и Московским государством. О Стрешине идет речь и в переписке великого князя Московского Василия III с королём Сигизмундом о урегулировании спорных территориальных вопросов (1508 год). Виленские каноники получили в 1529 году жалованную грамоту на сбор пошлин с товаров, которые провозились через Стрешин. В начале XVI века подвергался нападениям крымских татар, а в 1563 году подвергся большим разрушениям в результате военных действий между ВКЛ и Московским государством. Значился в документах о составе и границах новых уездов ВКЛ, созданных при реформе 1565—1568 годов. В актах Могилёвского магистрата в 1578 и 1579 годах упомянут как город. В 1592 году упоминается в Баркулабовской летописи. В начале XVII века владельцы городка Салтаны основали костёл (не сохранился). Казаки И. Золотаренко в июле 1654 года взяли Стрешин штурмом, а замок сожгли. Позже замок был отстроен и существовал до 1793 года. С 1792 года действовала церковь. В 1755 году в состав поместья входили 709 дворов.
После 2-го раздела Речи Посполитой (1793 год) в составе Российской империи. Стрешин и волость (29 деревень), принадлежавшие Виленской капитуле, были секвестрированы и переданы Екатериной II графу Ивану Андреевичу Остерману. В 1807 году построена в стиле классицизма кирпичная Покровская церковь, в ней сохранилась икона, подаренная графу А. И. Остерману-Толстому императором Александром I. Центр Стрешинской волости (до 17 июля 1924 года), в неё в 1880 году входили 26 деревень с общей численностью 1372 двора. Хозяин поместья владел в Стрешине и деревнях Остерманск и Карпиловка 24 154 десятинами земли, 5 корчмами, 6 мельницами. Через Стрешин проходила почтовая дорога из Горваля в Жлобин. В 1860 году во владении князя Голицына. В 1880 году хлебозапасный магазин, народное училище (открыто в 1864 году), в нём в 1889 году обучались 41 мальчик и 11 девочек. Согласно переписи 1897 года находились 2 молитвенных дома, паровая мельница, 10 магазинов, 2 кожевенные мастерские, трактир, 2 раза в год проводились ярмарки. Работало почтовое отделение. В 1909 году школа с библиотекой. 27 апреля 1910 года жители встречали мощи преподобной Ефросиньи, которые на пароходе «Головлей» перевозились из Киева в Полоцк.
В феврале 1918 году оккупирован армией кайзеровской Германии, освобождён 6 декабря 1918 года. С 17 июля 1924 года до 4 августа 1927 года и с 28 июня 1939 года до 17 декабря 1956 года центр Стрешинского района. Издавалась районная газета (с 1939 года). С 20 августа 1924 года центр Стрешинского сельсовета Стрешинского, с 4 августа 1927 года Жлобинского, с 28 июня 1939 года Стрешинского районов Бобруйского (до 26 июля 1930 года) округа, с 20 февраля 1938 года Гомельской области. В 1931-32 годах организованы колхозы «1 Мая», «Восток», работали крахмальный завод, 2 нефтяные мельницы, кирпично-гончарный завод (59 рабочих), портняжная, сапожная мастерские, 3 ветряные мельницы, кузница. С 27 сентября 1938 года городской посёлок.
Во время Великой Отечественной войны был создан отряд народного ополчения (172 человека, руководитель Герасимов). С 11 августа 1941 года до 29 ноября 1943 года Стрешин оккупирован захватчиками, которые убили 319 жителей. Оккупанты создали в посёлке свой опорный пункт, разгромленный в 1943 году партизанами. В боях около посёлка погибли 503 (487 установлены, 16 неизвестных) советских солдата (похоронены братской могиле в центре Стрешина) . Бои за населенный пункт в ноябре 1943 г. вела 194 стрелковая дивизия, наступление которой на г. Жлобин было остановлено упорной обороной немцев у населенного пункта Гремячий Мох, где завязались ожесточенные бои. В январе 1944 года в посёлке размещался полевой госпиталь советских войск. На фронтах и в партизанской борьбе погибли более 300 жителей, в память о которых 1965 году установлена скульптурная композиция.
В 1962 году к городскому посёлку присоединены посёлки Ворон-Гаёк, Гремячий Мох, в 1966 году — посёлки Новый Мир, Липы, в 1972 году в Стрешин переселились жители посёлка Нивки. Центр колхоза «1 Мая», ныне входит в состав АПК «Днепр».
В настоящее время Стрешину присвоен статус агрогородка, работают комбинат бытового обслуживания, лесничество, средняя школа, детские ясли-сад, 1 библиотека, Дом культуры, поликлиника, больница, дом детского творчества (бывший центр социально-психологической реабилитации ЮНЕСКО, открытый в ноябре 1994 года), отделение связи, отделение Беларусбанка, бар. Поселковый Совет выпускал ежемесячный бюллетень «Стрешинский вестник».
В состав Стрешинского поселкового Совета входили до 1962 года деревня Ворон-Гаёк, посёлок Гремячий Мох, до 1966 года посёлки Липы, Новый Свет, деревня Старая Каменка, до 1972 года посёлок Нивки (в настоящее время не существуют).

## Население

### Численность
- 2025 год — 886 жителей[3]

### Динамика
- 1593 год — 99 дворов.
- 1826 год — 888 жителей.
- 1838 год — 221 двор.
- 1860 год — 1 кирпичный и 136 деревянных домов; 1188 жителей.
- 1897 год — 300 дворов, 2106 жителей (согласно переписи).
- 1909 год — 3246 жителей.
- 1925 год — 455 дворов.
- 2004 год — 1300 жителей.
- 2009 год — 1263 жителей.
- 2015 год — 1222 жителей.
- 2016 год — 1226 жителей.
- 2018 год — 1205 жителей.
- 2023 год — 920 жителей[6].
- 2025 год — 886 жителей[3].

## Культура
- Дом культуры
- Музей ГУО "Стрешинская средняя школа Жлобинского района"

## Достопримечательности

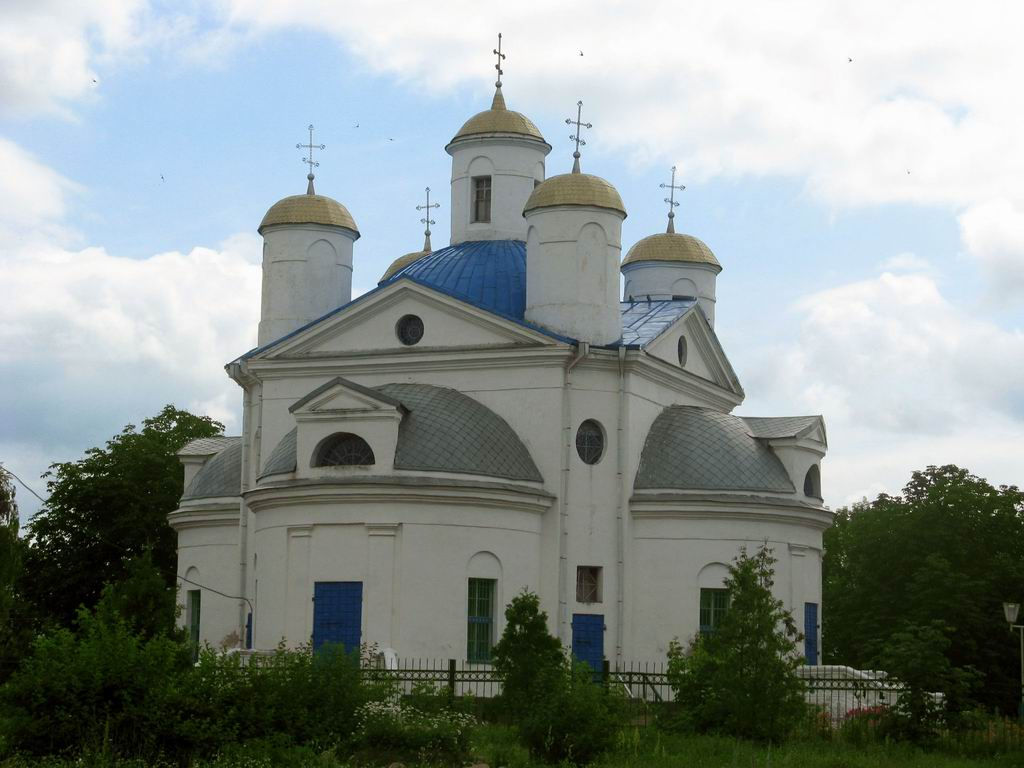
Стрешинская церковь

Достопримечательностью Стрешина кроме историко-археологической зоны является парк (3,5 га) и каменная церковь на холме между ул. Калинина и Комсомольской — памятник архитектуры классицизма.
- Стрешинская церковь (1807) — редкая для Белоруссии центрическая постройка. Композиция её симметрична: к четверику со всех сторон примыкают равновеликие полукруглые пристройки, одна из которых занята под алтарь. Однако архитектура храма имеет светский характер. Церковь без традиционных апсид, с широкими окнами, тремя парадными входами и лестницами, украшенными рядами балясин. В целом, архитектура постройки аскетичная, с минимальным набором декора. Общее впечатление достигается объемным решением, пластикой купола и полусфер пристроек. В панораме Стрешина с заречной стороны церковь играет ведущую роль как единственная высотная доминанта поселения. История Стрешинской Свято-Покровской церкви начинается с того момента, когда императрица Екатерина II, подарила графу Остермак-Толстому (за отличие в русско-турецкой войне (1787—1791 г.) документы на Стрешинский повет. В 1807 году началось строительство каменного храма, о чём свидетельствует текст, написанный на свинцовой пластине, найденной в подвале при реставрации храма: «Основася храм сей Божий Покрова Пресвятыя Богоматери при Державе Благословейшаго Самодержавнейшаго Великого Государя нашего императора Александра Павловича всея России при Супруге Его Благословейшей Государыни Императрице Марии Феодоровне и Благоверном Государе Цесаревиче и Великом Князе Константине Павловиче и Супруге Его Благоверной Государыне Великой Княгине Анне Феодоровне Благоверных Великих Князьях Николае Павловиче и Михаиле Павловиче Благоверной Государыне Великой Княжне Марии Павловне и Супруге Ея и Благоверных Государынях Великих Княжнах Екатерине Павловне и Анне Павловне. За Владением Канцлера Действительного Тайного Советника и Разных Орденов Кавалера Графа Ивана Андреевича Остермана по Собственной Его Сиятельства Воле Благословением Преосвященнаго Варлаама Епископа Могилевского и Витебскаго и Кавалера Чечерских Протоиеерем Герасимом в лето от Рождества Христова Тысяща Восем Сотъ Седьмого года десятого дня». Эта свинцовая пластина хранится в Минской епархии.

Благодаря тому, что церковь признана памятником архитектуры классицизма она сохранилась в годы жестоких гонений на Православную церковь в XX веке. Храм построен в форме креста. Одним из первых священников был назначен иерей Иоанн Гашкевич, отец Святого праведного Иоанна Кормянского. Св.прав. Иоанн Кормянский жил с родителями и помогал отцу в церкви до 18 лет.
После Октябрьской революции 1917 г. храм закрыли. В начале войны по просьбе местных жителей церковь была открыта, но через несколько лет опять закрыта. В годы Советской власти в храме располагался склад соли, потом конюшня, клуб, ресторан.
В 1989 храм вернули Православной Церкви, началась реставрация храма. 28 июля 1991 года церковь была освящена.
- Братская могила советских воинов

### Памятник, скульптура
- Памятник В. И. Ленину
- Памятник, погибшим 319 землякам, погибшим в годы войны.

### Утраченное наследие
- Стрешинский замок

## Известные уроженцы
- Иоанн Кормянский — святой Белорусской православной церкви
- Д. В. Бернацкий[7] — Герой Советского Союза.
- Киров, Николай Иванович — спортсмен, бронзовый призёр олимпийских игр 1980 года, шестикратный чемпион СССР.
- Рутман, Григорий Иосифович (11 ноября 1927 года — 3 октября 2012 года) — химик-технолог, лауреат Государственной премии СССР (1978). Доктор технических наук (1983), профессор (1987). Заслуженный химик БАССР (1989), изобретатель СССР (1976).
- Роговцов, Василий Иванович (4 января 1952 года) — белорусский поэт, языковед, доктор филологических наук (2003), профессор (1993), заслуженный работник образования Республики Беларусь (2014).